# Polymera crystalloptera
Polymera crystalloptera är en tvåvingeart som beskrevs av Alexander 1921. Polymera crystalloptera ingår i släktet Polymera och familjen småharkrankar.
Artens utbredningsområde är Peru. Inga underarter finns listade i Catalogue of Life.